# Pristimantis orcesi
Pristimantis orcesi é uma espécie de anfíbio da família Craugastoridae, que é encontrada no Equador. Habita páramos nas encostas orientais dos Andes, numa altitude entre 3 160 e 3 800 metros, podendo ser vistas em bromélias do gênero Puya. Sua população está estável e não possui grandes ameaças a sua sobrevivência.